# لگو جنگ ستارگان: نیرو بیدار می‌شود
لگو جنگ ستارگان: نیرو بیدار می‌شود (انگلیسی: Lego Star Wars: The Force Awakens) نام یک بازی اکشن-ماجراجویی می‌باشد که توسط تی‌تی گیمز در سال ۲۰۱۵ و بر اساس فیلم جنگ ستارگان: نیرو برمی‌خیزد ساخته شده‌است. این بازی قابل اجرا در پلتفرم‌های مایکروسافت ویندوز، نینتندو ۳دی‌اس، مک‌اواس، پلی‌استیشن ۳، پلی‌استیشن ۴، پلی‌استیشن ویتا، وی یو، اکس‌باکس ۳۶۰ و اکس‌باکس وان می‌باشد.